# Adhemarius interrupta
Adhemarius interrupta är en fjärilsart som beskrevs av Adolf G. Closs 1915. Adhemarius interrupta ingår i släktet Adhemarius och familjen svärmare. Inga underarter finns listade i Catalogue of Life.